# Laurent Weil
Pour les articles homonymes, voir Weil.
Laurent Weil est un journaliste et animateur de télévision français, né le 9 décembre 1963 à Paris.

## Biographie
Passionné de cinéma, il devient de 1985 à 1989 chroniqueur pour la radio Hit FM. En 1987, il rejoint M6 et présente l’émission hebdomadaire Ciné 6 qui deviendra par la suite Projection privée.
Laurent Weil s’oriente vers la presse écrite et participe en 1997 à la création du mensuel cinéma Ciné Live dont il est le rédacteur en chef jusqu’en mars 2003.
Il rejoint le groupe Canal+ en juillet 2000 en tant que directeur adjoint des programmes.
À partir de septembre 2003, il devient le porte-parole du cinéma sur la chaîne, et présente le magazine La Semaine du cinéma. À partir de 2004, il fait partie des chroniqueurs du Grand Journal, émission diffusée chaque soir et présentée par Michel Denisot, dont il est remercié en juin 2008 bien qu'il ait à nouveau participé à l'émission pendant la quinzaine du festival de Cannes à partir de 2009.
À partir de septembre 2007, il officie également en tant que maître de cérémonie des soirées de Ligue 1 de la chaîne.
Il remplace en juin 2008 Daphné Roulier à la présentation d'Extérieur Jour, puis Rencontres.
Depuis septembre 2010, il présente tous les mercredis une chronique cinéma dans la matinale de Bruno Guillon sur Virgin Radio.
Chaque année, il commente la cérémonie des Oscars en direct de Los Angeles et la montée des marches du Festival de Cannes sur Canal+. Il anime toujours sur cette chaîne une émission hebdomadaire consacrée au cinéma intitulée Rencontres de cinéma.
Le 24 septembre 2018, il présente, avec Astrid Bard, la quinzième Nuit du rugby, soirée annuelle, diffusée sur Canal+ Sport, qui récompense les acteurs du rugby professionnel français.
En octobre 2019, il signe avec 40 personnalités du monde du spectacle et de la culture, parmi lesquelles Denis Podalydès, Pierre Arditi, l'ex-ministre de la Culture Françoise Nyssen ou le journaliste Patrick de Carolis, un appel contre l'interdiction de la corrida aux mineurs que la députée Aurore Bergé voulait introduire dans une proposition de loi sur le bien-être animal.
Le 6 juillet 2021, il est absent pour la première fois de la présentation du festival cannes. Selon Le Parisien, il avait dû être hospitalisé en raison d’un problème de santé .
Le 13 juillet 2023, sur son compte Twitter, Canal+ a diffusé une vidéo de Laurent Weil qui a effectué son grand retour devant la caméra, à l’occasion du Festival du film romantique de Cabourg. Le journaliste, spécialisé du 7e art, était absent de l’antenne depuis deux ans en raison d’un problème de santé .
Le 13 novembre 2024, lors d’un prime-time consacré à Michel Denisot sur TMC, il révèle : « Pour avoir été 15 jours dans le coma après ma crise cardiaque, j’ai combattu et combattu pour revenir, pour pouvoir m’exprimer devant vous. Donc oui, il faut se battre pour la vie, pour pouvoir la reprendre », à la suite de son absence de l’antenne de Canal+ .